# Iwan von Müller
Iwan Philipp Eduard von Müller, född 20 maj 1830 i Wunsiedel, död 20 juli 1917 i München, var en tysk klassisk filolog.
Müller blev gymnasielärare 1856 samt professor 1864 vid universitetet i Erlangen och 1893 i München. Bland hans många, delvis mycket framstående arbeten kan nämnas hans Galenosstudier, främst bland dem De placitis Hippocratis et Platonis (1874) och Galeni opera minora (jämte Karl Joachim Marquardt och Georg Helmreich, textupplaga, tre band, 1884–93).
Tillsammans med en mängd andra lärde gav Müller 1885 ut Handbuch der klassischen Alterthumswissenschaft, i vilken han själv författat Griechische Privatalterthümer, varjämte han 1884–97 utgav Conrad Bursians "Jahresbericht über die Fortschritte der klassischen Altertumswissenschaft", Müller utgav även 6:e–9:e upplagorna av Karl Friedrich Nägelsbachs "Lateinische Stilistik" (1876–1905).

## Fotnoter
1. 1 2  Gemeinsame Normdatei, läst: 9 april 2014.[källa från Wikidata]
2. ↑  Gemeinsame Normdatei, läst: 10 december 2014.[källa från Wikidata]
3. ↑  Gemeinsame Normdatei, läst: 30 december 2014.[källa från Wikidata]